# کلمنسی (لوکزامبورگ)
کلمنسی (به لاتین: Clemency) یک منطقهٔ مسکونی در لوکزامبورگ است که در کئرجنگ واقع شده‌است.

## خواهرخوانده
شهر گافلنتس خواهرخواندهٔ کلمنسی (لوکزامبورگ) هست.